# Rallye de Finlande
Navigation
Édition 2024 Édition 2025
Le rallye de Finlande est une épreuve de compétition automobile sur terre comptant pour le Championnat du monde des rallyes. Connue sous le nom de « Rallye des 1000 lacs » jusqu'en 1993, la course change de nom à la demande du sponsor principal et se nomme « Neste Rally Finland » dès l'année suivante, puis « Secto Rally Finland » à partir de 2020. Il est organisé par AKK Sports (filière d'AKK-Motorsport (en)) depuis 1997, et par le promoteur sportif International Sportsworld Communicators (ISC) à compter de 2009.

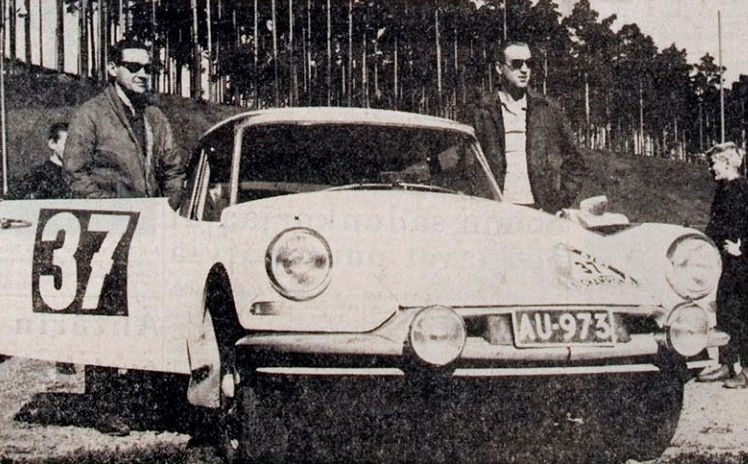
Pauli Toivonen, vainqueur du Rallye des 1000 lacs avec sa Citroën DS 19 en 1962.

## Histoire

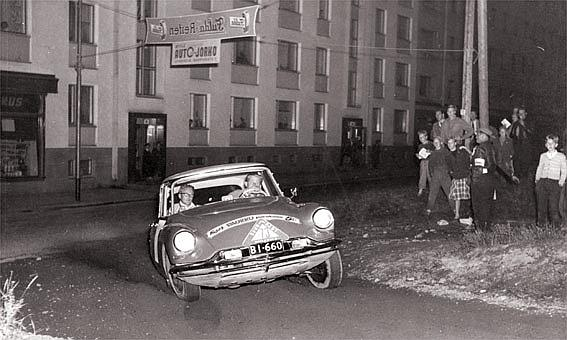
Citroën DS 19 de T. Korpivaara, en 1956.

Sur proposition de Pentti Barck est décidée en juillet 1951 la création du « Jyväskylän Suurajot » (littéralement Grand Prix de Jyväskylä), dont le premier départ a lieu moins de deux mois plus tard, un 1er septembre. Le vainqueur est alors désigné d'après la sommation d'un minimum de points de pénalités à la fin des courses, et de classements dans des épreuves de type course de côte, tests d'accélération et de braquage, ainsi que de gains chronométriques sur des temps impartis en épreuves de vitesse sur route.
L'appellation 1000 lacs apparaît en 1954, alors que le Rallye Hanki apparaît l'année suivante.
Devenu rallye de performance à étapes courtes à partir de 1955, incorporé au championnat d'Europe des rallyes en 1959 et au Championnat du monde dès sa première saison en 1973, il se dispute désormais traditionnellement le premier week-end du mois d'août, toujours dans la région de Jyväskylä au centre de la Finlande, et en 2010 il est pour la première fois bouclé en deux journées pleines au lieu de trois. 
L'édition 1970 comporte un nombre record de 52 étapes spéciales, pour 460 kilomètres de compétitions (700 en 1972). L'audience est alors comprise entre 350 et 500.000 spectateurs, pour appréhender l'un des grands duels Mikkola / Mäkinen. En 1975 est rétablie la navigation sur parcours secret, et en 1979 les nombres records de 150 inscrits pour 134 participants effectifs sont atteints. En 1984 près d'un demi million de spectateurs sont attendus pour voir le triomphe de Vatanen sur Peugeot 205 T16, 29 ans après la dernière victoire de la marque sochalienne, et 5000 commissaires de course sont alors accrédités. 1988 voit le record du nombre d'inscrits passer à 214, et celui de participants effectifs à 200. En 1990, 500.000 personnes sont encore présentes au bord des routes pour voir le premier pilote non nordique inscrire son nom au palmarès.
Tampere en devient le siège organisateur en 1999, après 30 années passées à Laajavuori (la piste de ski de Jyväskylä).
Le rallye reste atypique dans sa formulation, car se déroulant à très grande vitesse sur des pistes en gravier au milieu de forêts. Les sauts y sont nombreux (notamment dans l'épreuve spéciale la plus réputée, Ouninpohja, devenue Power Stage en 2012 bien que remise en question chaque saison pour raisons de sécurité), et souvent très longs (record sur un jump détenu par l'estonien Märtin depuis 2003 avec un bond de 57 mètres à 171 km/h). En 2005 Grönholm établit un record de vitesse moyenne pour une épreuve de WRC, avec finalement 122,86 km/h.
Cette course a longtemps été une chasse gardée des pilotes nordiques, et plus particulièrement des Finlandais. Cependant en 2003, aucun de ceux-ci n'est sur le podium, une première depuis la date de création de la course. En 2008 Citroën retrouve le chemin du succès 46 ans après ses premiers exploits (vainqueur en 1962, et second en 1956 et 1961 avec la DS 19).
En 58 éditions, seuls dix pilotes non Finlandais se sont imposés : les Suédois Erik Carlsson (1957), Gunnar Callbo (1959), Stig Blomqvist (1971) et Mikael Ericsson (1989), l’Espagnol Carlos Sainz (1990), l’Estonien Markko Märtin (2003), les Français Didier Auriol (1992), Sébastien Loeb (2008, 2011 et 2012), et Sébastien Ogier (2013), ainsi que le Britannique Kris Meeke (2016). Sainz, Auriol, Loeb, Ogier et Meeke sont les seuls non nordiques à avoir triomphé. Les Français Bernard Occelli (1992), Denis Giraudet (1993) et Julien Ingrassia (2013), le Monégasque Daniel Elena (2008, 2011 et 2012), ainsi que l'Irlandais Paul Nagle (2016) le remportent également, en tant que copilotes.
Marcus Grönholm et Hannu Mikkola en sont les septuples vainqueurs. Suivent Markku Alén avec six couronnes, puis Tommi Mäkinen à cinq.
Il a été nommé Rallye de l'année par les équipes en 1998, 2002, 2003 et 2004. Avec le RAC Rally, il est la seule épreuve mondiale à avoir été retenue annuellement depuis 1973 (sauf en 1995, année de la Coupe FIA 2L).

## Palmarès

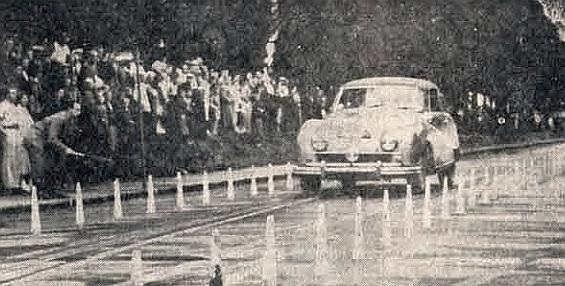
La toute première victoire, celle d'Arvo Karlsson sur Austin A90 Atlantic en 1951.

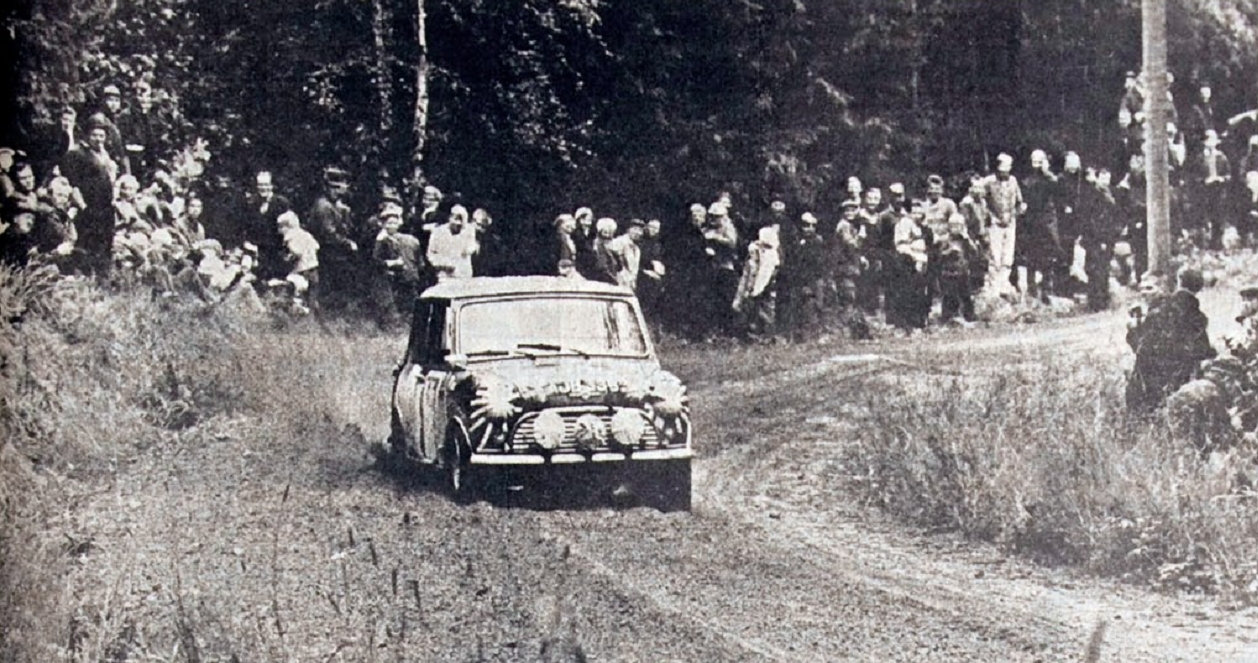
Timo Mäkinen pilotant sa Mini en 1965

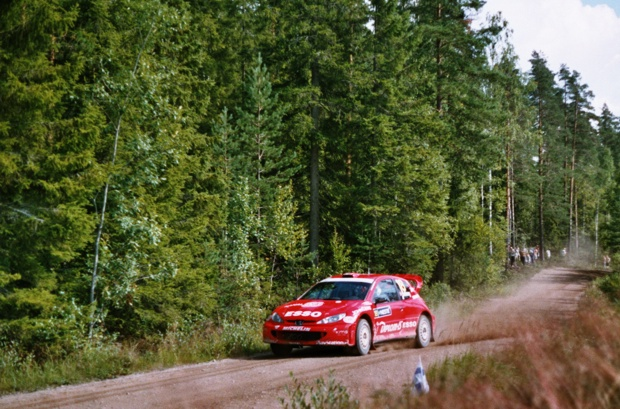
Henning Solberg pilotant sa 206 WRC durant la saison 2004

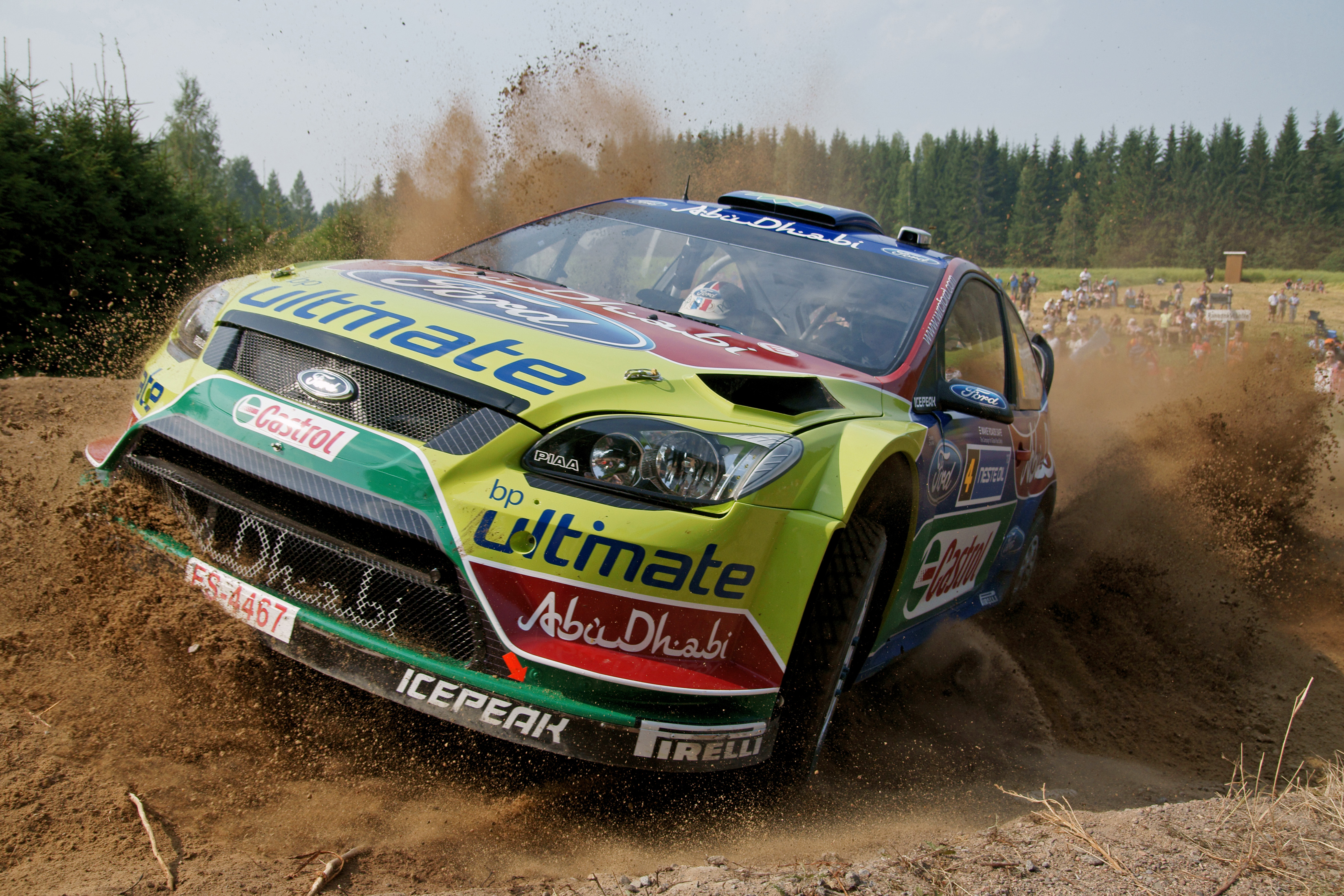
Jari-Matti Latvala en 2010.

| Année | Pilote                                 | Copilote                               | Voiture                                |                                        |
| ----- | -------------------------------------- | -------------------------------------- | -------------------------------------- | -------------------------------------- |
| 1951  | Arvo Karlsson                          | Vilho Mattila                          | Austin A90 Atlantic                    |                                        |
| 1952  | Eino Elo                               | Kai Nuortila                           | Peugeot 203                            |                                        |
| 1953  | Vilho Hietanen                         | Olof Hixén                             | Allard                                 |                                        |
| 1954  | Osmo Kalpala                           | Eino Kalpala                           | Panhard Dyna X                         |                                        |
| 1955  | Eino Elo                               | Kai Nuortila                           | Peugeot 403                            |                                        |
| 1956  | Osmo Kalpala                           | Eino Kalpala                           | DKW Donau                              |                                        |
| 1957  | Erik Carlsson                          | Mario Pavoni                           | Saab 93                                |                                        |
| 1958  | Osmo Kalpala                           | Eino Kalpala                           | Alfa Romeo                             |                                        |
| 1959  | Gunnar Callbo                          | Väinö Nurmimaa                         | Volvo PV 544                           |                                        |
| 1960  | Carl-Otto Bremer                       | Juhani Lampi                           | Saab 96                                |                                        |
| 1961  | Rauno Aaltonen                         | Väinö Nurmimaa                         | Mercedes-Benz 220SE                    |                                        |
| 1962  | Pauli Toivonen                         | Jaakko Kallio                          | Citroën DS 19                          |                                        |
| 1963  | Simo Lampinen                          | Jyrki Ahava                            | Saab 96 Sport                          |                                        |
| 1964  | Simo Lampinen                          | Jyrki Ahava                            | Saab 96 Sport                          |                                        |
| 1965  | Timo Mäkinen                           | Pekka Keskitalo                        | BMC Cooper S                           |                                        |
| 1966  | Timo Mäkinen                           | Pekka Keskitalo                        | Morris Cooper                          |                                        |
| 1967  | Timo Mäkinen                           | Pekka Keskitalo                        | BMC Cooper S                           |                                        |
| 1968  | Hannu Mikkola                          | Anssi Järvi                            | Ford Escort TC                         |                                        |
| 1969  | Hannu Mikkola                          | Anssi Järvi                            | Ford Escort TC                         |                                        |
| 1970  | Hannu Mikkola                          | Gunnar Palm                            | Ford Escort TC                         |                                        |
| 1971  | Stig Blomqvist                         | Arne Hertz                             | Saab 96 V4                             |                                        |
| 1972  | Simo Lampinen                          | Klaus Sohlberg                         | Saab 96 V4                             |                                        |
| 1973  | Timo Mäkinen                           | Henry Liddon                           | Ford Escort RS                         |                                        |
| 1974  | Hannu Mikkola                          | John Davenport                         | Ford Escort RS                         |                                        |
| 1975  | Hannu Mikkola                          | Atso Aho                               | Toyota Corolla                         |                                        |
| 1976  | Markku Alén                            | Ilkka Kivimäki                         | Fiat 131 Abarth                        |                                        |
| 1977  | Kyösti Hämäläinen                      | Martti Tiukkanen                       | Ford Escort RS                         |                                        |
| 1978  | Markku Alén                            | Ilkka Kivimäki                         | Fiat 131 Abarth                        |                                        |
| 1979  | Markku Alén                            | Ilkka Kivimäki                         | Fiat 131 Abarth                        |                                        |
| 1980  | Markku Alén                            | Ilkka Kivimäki                         | Fiat 131 Abarth                        |                                        |
| 1981  | Ari Vatanen                            | David Richards                         | Ford Escort RS                         |                                        |
| 1982  | Hannu Mikkola                          | Arne Hertz                             | Audi Quattro                           |                                        |
| 1983  | Hannu Mikkola                          | Arne Hertz                             | Audi Quattro                           |                                        |
| 1984  | Ari Vatanen                            | Terry Harryman                         | Peugeot 205 T16                        |                                        |
| 1985  | Timo Salonen                           | Seppo Harjanne                         | Peugeot 205 T16 E2                     |                                        |
| 1986  | Timo Salonen                           | Seppo Harjanne                         | Peugeot 205 T16 E2                     |                                        |
| 1987  | Markku Alén                            | Ilkka Kivimäki                         | Lancia Delta                           |                                        |
| 1988  | Markku Alén                            | Ilkka Kivimäki                         | Lancia Delta                           |                                        |
| 1989  | Mikael Ericsson                        | Claes Billstam                         | Mitsubishi Galant                      |                                        |
| 1990  | Carlos Sainz                           | Luís Moya                              | Toyota Celica                          |                                        |
| 1991  | Juha Kankkunen                         | Juha Piironen                          | Lancia Delta Integrale                 |                                        |
| 1992  | Didier Auriol                          | Bernard Occelli                        | Lancia Delta HF Integrale              |                                        |
| 1993  | Juha Kankkunen                         | Denis Giraudet                         | Toyota Celica Turbo 4WD                |                                        |
| 1994  | Tommi Mäkinen                          | Seppo Harjanne                         | Ford Escort RS Cosworth                |                                        |
| 1995  | Tommi Mäkinen                          | Seppo Harjanne                         | Mitsubishi Lancer Evolution            |                                        |
| 1996  | Tommi Mäkinen                          | Seppo Harjanne                         | Mitsubishi Lancer Evolution            |                                        |
| 1997  | Tommi Mäkinen                          | Seppo Harjanne                         | Mitsubishi Lancer Evolution            |                                        |
| 1998  | Tommi Mäkinen                          | Risto Mannisenmäki                     | Mitsubishi Lancer Evolution            |                                        |
| 1999  | Juha Kankkunen                         | Juha Repo                              | Subaru Impreza WRC 99                  |                                        |
| 2000  | Marcus Grönholm                        | Timo Rautiainen                        | Peugeot 206 WRC                        |                                        |
| 2001  | Marcus Grönholm                        | Timo Rautiainen                        | Peugeot 206 WRC                        |                                        |
| 2002  | Marcus Grönholm                        | Timo Rautiainen                        | Peugeot 206 WRC                        |                                        |
| 2003  | Markko Märtin                          | Michael Park                           | Ford Focus RS WRC 03                   |                                        |
| 2004  | Marcus Grönholm                        | Timo Rautiainen                        | Peugeot 307 WRC                        |                                        |
| 2005  | Marcus Grönholm                        | Timo Rautiainen                        | Peugeot 307 WRC                        |                                        |
| 2006  | Marcus Grönholm                        | Timo Rautiainen                        | Ford Focus WRC                         |                                        |
| 2007  | Marcus Grönholm                        | Timo Rautiainen                        | Ford Focus WRC                         |                                        |
| 2008  | Sébastien Loeb                         | Daniel Elena                           | Citroën C4 WRC                         |                                        |
| 2009  | Mikko Hirvonen                         | Jarmo Lehtinen                         | Ford Focus WRC                         |                                        |
| 2010  | Jari-Matti Latvala                     | Miikka Anttila                         | Ford Focus WRC                         |                                        |
| 2011  | Sébastien Loeb                         | Daniel Elena                           | Citroën DS3 WRC                        |                                        |
| 2012  | Sébastien Loeb                         | Daniel Elena                           | Citroën DS3 WRC                        |                                        |
| 2013  | Sébastien Ogier                        | Julien Ingrassia                       | VW Polo WRC                            |                                        |
| 2014  | Jari-Matti Latvala                     | Miikka Anttila                         | VW Polo WRC                            |                                        |
| 2015  | Jari-Matti Latvala                     | Miikka Anttila                         | VW Polo WRC                            |                                        |
| 2016  | Kris Meeke                             | Paul Nagle                             | Citroën DS3 WRC                        |                                        |
| 2017  | Esapekka Lappi                         | Janne Ferm                             | Toyota Yaris WRC (en)                  |                                        |
| 2018  | Ott Tänak                              | Martin Järveoja                        | Toyota Yaris WRC                       |                                        |
| 2019  | Ott Tänak                              | Martin Järveoja                        | Toyota Yaris WRC                       |                                        |
| 2020  | Épreuve annulée (pandémie de Covid-19) | Épreuve annulée (pandémie de Covid-19) | Épreuve annulée (pandémie de Covid-19) | Épreuve annulée (pandémie de Covid-19) |
| 2021  | Elfyn Evans                            | Scott Martin                           | Toyota Yaris WRC                       |                                        |
| 2022  | Ott Tänak                              | Martin Järveoja                        | Hyundai i20 N Rally1                   |                                        |
| 2023  | Elfyn Evans                            | Scott Martin                           | Toyota GR Yaris Rally1                 |                                        |
| 2024  | Sébastien Ogier                        | Vincent Landais                        | Toyota GR Yaris Rally1                 |                                        |
| 2025  | Kalle Rovanperä                        | Jonne Halttunen                        | Toyota GR Yaris Rally1                 |                                        |

## Victoires

### Pilotes
| Nombre de victoires | Pilote             | Année(s)                                 |
| ------------------- | ------------------ | ---------------------------------------- |
| 7                   | Hannu Mikkola      | 1968, 1969, 1970, 1974, 1975, 1982, 1983 |
| 7                   | Marcus Grönholm    | 2000, 2001, 2002, 2004, 2005, 2006, 2007 |
| 6                   | Markku Alén        | 1976, 1978, 1979, 1980, 1987, 1988       |
| 5                   | Tommi Mäkinen      | 1994, 1995, 1996, 1997, 1998             |
| 4                   | Timo Mäkinen       | 1965, 1966, 1967, 1973                   |
| 3                   | Osmo Kalpala       | 1954, 1956, 1958                         |
| 3                   | Simo Lampinen      | 1963, 1964, 1972                         |
| 3                   | Juha Kankkunen     | 1991, 1993, 1999                         |
| 3                   | Sébastien Loeb     | 2008, 2011, 2012                         |
| 3                   | Jari-Matti Latvala | 2010, 2014, 2015                         |
| 3                   | Ott Tänak          | 2018, 2019, 2022                         |
| 2                   | Eino Elo           | 1952, 1955                               |
| 2                   | Ari Vatanen        | 1981, 1984                               |
| 2                   | Timo Salonen       | 1985, 1986                               |
| 2                   | Sébastien Ogier    | 2013, 2024                               |
| 2                   | Elfyn Evans        | 2021, 2023                               |
| 1                   | Arvo Karlsson      | 1951                                     |
| 1                   | Vilho Hietanen     | 1953                                     |
| 1                   | Erik Carlsson      | 1957                                     |
| 1                   | Gunnar Callbo      | 1959                                     |
| 1                   | Carl-Otto Bremer   | 1960                                     |
| 1                   | Rauno Aaltonen     | 1961                                     |
| 1                   | Pauli Toivonen     | 1962                                     |
| 1                   | Stig Blomqvist     | 1971                                     |
| 1                   | Kyösti Hämäläinen  | 1977                                     |
| 1                   | Mikael Ericsson    | 1989                                     |
| 1                   | Carlos Sainz       | 1990                                     |
| 1                   | Didier Auriol      | 1992                                     |
| 1                   | Markko Märtin      | 2003                                     |
| 1                   | Mikko Hirvonen     | 2009                                     |
| 1                   | Kris Meeke         | 2016                                     |
| 1                   | Esapekka Lappi     | 2017                                     |
| 1                   | Kalle Rovanperä    | 2025                                     |

### Constructeurs
| Nombre de victoires | Constructeur | Année(s)                                                                     |
| ------------------- | ------------ | ---------------------------------------------------------------------------- |
| 13                  | Ford         | 1968, 1969, 1970, 1973, 1974, 1977, 1981, 1994, 2003, 2006, 2007, 2009, 2010 |
| 10                  | Peugeot      | 1952, 1955, 1984, 1985, 1986, 2000, 2001, 2002, 2004, 2005                   |
| 10                  | Toyota       | 1975, 1990, 1993, 2017, 2018, 2019, 2021, 2023, 2024, 2025                   |
| 6                   | Saab         | 1957, 1960, 1963, 1964, 1971, 1972                                           |
| 5                   | Citroën      | 1962, 2008, 2011, 2012, 2016                                                 |
| 4                   | Mitsubishi   | 1989, 1996, 1997, 1998                                                       |
| 4                   | Fiat         | 1976, 1978, 1979, 1980                                                       |
| 4                   | Lancia       | 1987, 1988, 1991, 1992                                                       |
| 3                   | Volkswagen   | 2013, 2014, 2015                                                             |
| 2                   | BMC          | 1965, 1967                                                                   |
| 2                   | Audi         | 1982, 1983                                                                   |
| 1                   | Austin       | 1951                                                                         |
| 1                   | Allard       | 1953                                                                         |
| 1                   | Panhard      | 1954                                                                         |
| 1                   | DKW          | 1956                                                                         |
| 1                   | Hyundai      | 2022                                                                         |

## Anecdote
- Timo Hantunen a pris 33 départs étalés sur 38 années entre 1974 et 2012 (encore 14e de l'épreuve cette dernière fois à près de 63 ans avec Sebastian Lindholm, 51 ans de son côté) sur ce rallye en obtenant 21 classements, ce qui constitue deux records en WRC.

## Filmographie
- Flying Finns, produit par Castrol en 1968, à propos des duels opposant les deux premiers triple vainqueurs de l'épreuve, Mäkinen and Mikkola.

## Identité visuelle

Logos du Rallye de Finlande
Logo jusque 2020
Logo à partir de 2021